# ポール・ワトソン (バスケットボール)
ポール・ワトソン(Paul Watson Jr. 1994年12月30日 - )は、アメリカ合衆国アリゾナ州フェニックス出身のバスケットボール選手。ポジションはスモールフォワード、シューティングガード。

## 幼少期と高校時代
ポール・ワトソン Jr.は父ポール・ワトソンと母レイナ・ワトソンの間の子どもとして生まれた。ケンディル・ワトソンとCJ ワトソンの2人の弟を持つ。幼少期はビデオゲームに親しみ、好きな選手はレブロン・ジェームズで、バスケットボールの中でもダンクに魅力を感じていた。
アリゾナ州フェニックスのパラダイスバレー高校に入学し、4年間シューティングガードとして活躍。キャプテンとしてチームを州優勝に導いて、MVPに選出された。NCAAディビジョン1から6つのオファーを受けたが、コーチングスタッフに惹かれてフレズノ州立大学への入学を決めた。

## 大学時代
新人にして全39試合に先発し、シーズンで平均10.0得点4.4リバウンドを記録した。リバウンドについてはリーグ戦ではマウンテンウェスト地区の新入生の中でトップの数字だったほか、得点とブロックについても2位だった。合計1136分をプレーし、1試合平均のプレー時間は29.1分であった。21試合で二桁得点に達し、2013年12月7日のユタ大学戦と2014年2月22日のユタ州立大学戦において、シーズンハイの20得点を記録した。
この年、大学の歴史上3人目のカンファレンス最優秀新人に選出された。また、カイル・メイシ―・オール-アメリカン・新人チームに選出された。この時選出されたメンバーには、アンドリュー・ウィギンス、ジュリアス・ランドル、アーロン・ゴードンらが含まれていた。
ワトソンは全32試合に先発し、シーズンで平均11.1得点4.9リバウンドを記録した。計1066分、1試合平均33.3分をプレーし、計355得点、156リバウンド、29スティール、24アシスト、23ブロックをマークした。フィールドゴールの確率は39.4%(307本中121本成功)で、3ポイントについては35.5%(141本中50本成功)、フリースローについては70.0%(90本中63本成功)であった。2014年11月17日のブリストル大学戦ではシーズンハイの28得点を記録し、93-55での勝利に貢献した。
3度にわたって二桁得点をマークしたほか、2015年2月28日のニューメキシコ大学戦では10得点とキャリアハイの12リバウンドを記録し、ダブルダブルを達成した。
3年目のシーズンでは31試合に出場し、うち24試合に先発した。シーズンで平均7.7得点3.2リバウンドを記録した。計748分、1試合平均24.1分をプレーし、計240得点、98リバウンド、21スティール、16ブロックを記録した。シーズンハイは2度にわたる15得点で、12試合で二桁得点を達成した。ワトソンの活躍もあり、フレズノ州立大学は2001年以来のNCAAトーナメント進出を果たした。2016年3月12日のマウンテンウェストチャンピオンシップでのサンディエゴ州立大学戦ではフィールドゴールを4本中3本決めて68-63での勝利に貢献したほか、NCAAトーナメントでの第3シードのユタ大学との一戦では11得点をマークした。一方で、出場機会が減少し、レギュラーシーズン最後の3試合を足首の負傷で欠場するなど、不完全燃焼なシーズンでもあった。
ワトソンは全33試合で先発し、1試合平均11.4得点5.2リバウンド1.4アシストを記録した。計1065分、1試合平均32.3分プレーし、計411得点、170リバウンド、45アシスト、29スティール、22ブロックを記録した。20試合で二桁得点を記録し、シーズンハイは2017年1月4日のワイオミング大学戦での25得点で、2016年11月14日のプレーリービューA&M大学戦では21得点に加えシーズンハイの10リバウンドを記録しダブルダブルを達成した。守備面でも2017年1月28日のユタ州立大学戦でシーズンハイの4スティールを記録した。2017年3月30日に行われた2017大学バスケットボールスラムダンクコンテストでは、大学バスケットボールの4年生の中で最も優秀なダンカ―8人のうちの1人として選出され、その様子はESPNでも中継された。
大学でのキャリアでは4年間で計1361得点を記録し、同大学のチームにおいては歴代16位の記録を残し、1000得点以上を達成した32人の選手の1人となった。得点面以外についても、通算で596リバウンド、116アシスト、92ブロック、106スティールに達した。

## プロキャリア
2017年のNBAドラフト前にフェニックス・サンズとのワークアウトを行ったが、ドラフトでの指名はなかった。ラスベガスで行われたサマーリーグではトロント・ラプターズの1員として参加し、5試合で平均4得点を記録した。

### Gリーグ
2017年8月にワトソンはドイツのバスケットボール・ブンデスリーガに所属するBGゲッティンゲンと契約を結んだ。約20試合ほどプレシーズンでプレーしていたものの、レギュラーシーズンの開幕戦で6得点2リバウンドを記録した直後に、外国籍選手のロスター枠の制限の関係で放出された。
ワトソンはドイツを離れた4日後に、2017年NBA Gリーグドラフトにおいて1巡目全体5位でニューヨーク・ニックス傘下のウェストチェスター・ニックスに指名され、契約を結んだGリーグでの初年度には平均6.2得点3.4リバウンド0.9アシストを記録した。
翌年の2018年10月5日にはニューヨーク・ニックスと10日間契約を結んだが、翌日にウェイブされ、そのシーズンもGリーグのウェストチェスターで過ごした。平均8.2得点4.8リバウンド1.0アシストを記録し、初年度と比較して向上が見られた。
2019-20シーズン前に、ウェストチェスター・ニックスとラプターズ・905の間で、ワトソンと2019年Gリーグドラフト3巡目指名権、フォワードのJJムーアと2019年Gリーグドラフト1巡目指名権でのトレードが行われ、ラプターズ・905に移籍した。2020年1月にアトランタ・ホークスと契約を結ぶまでに13試合に先発し、平均18.4得点7.4リバウンドを記録した。ニックス在籍時と比較して905ではスコアラーとしての役割を任せられる場面が増え、オフェンス面のスタッツが倍増し、ポテンシャルの高さを見せた。

### アトランタ・ホークス
2020年1月6日に、アトランタ・ホークスがワトソンと10日間契約を結んだと発表した。ホークスでは2試合に出場したが無得点に終わるなどインパクトを残せず、1月14日にウェイブされた。

### トロント・ラプターズ
ホークスにウェイブされた翌日の2020年1月15日にトロント・ラプターズとツーウェイ契約を結んだ。ツーウェイ契約ながら8試合に出場し、平均3.9得点1.9リバウンド0.6アシストを記録した。新型コロナウイルスの影響によるリーグ中断後のオーランドでの試合では、8月14日の117-109で勝利したデンバー・ナゲッツ戦でキャリアハイの27分をプレーし22得点6リバウンドをマークした。また、Gリーグでの成績もホークス移籍以前と比べて向上し、2019-20シーズンのラプターズ・905での平均得点は19.0得点にまで上昇した。

### オクラホマシティ・サンダー
2021年9月15日、オクラホマシティ・サンダーとツーウェイ契約を結んだ。

## 個人成績

### NBA

#### レギュラーシーズン
| シーズン | チーム | GP | GS | MPG | FG%  | 3P%  | FT%  | RPG | APG | SPG | BPG | TO  | PPG |
| -------- | ------ | -- | -- | --- | ---- | ---- | ---- | --- | --- | --- | --- | --- | --- |
| 2019-20  | ATL    | 2  | 0  | 8.5 | .000 | .000 |      | 1.0 | 1.5 | 0.5 | 0.0 | 0.0 | 0.0 |
| 2019-20  | TOR    | 8  | 0  | 8.8 | .526 | .444 | .778 | 1.9 | 0.6 | 0.4 | 0.1 | 0.4 | 3.9 |

#### プレーオフ
| シーズン | チーム | GP | GS | MPG | FG%  | 3P% | FT% | RPG | APG | SPG | BPG | TO  | PPG |
| -------- | ------ | -- | -- | --- | ---- | --- | --- | --- | --- | --- | --- | --- | --- |
| 2019-20  | TOR    | 2  | 0  | 4.5 | .500 |     |     | 0.0 | 0.5 | 0.5 | 0.0 | 0.0 | 1.0 |

### 大学
| シーズン | チーム   | GP  | GS  | MPG  | FG%  | 3P%  | FT%  | RPG | APG | SPG | BPG | TO  | PPG  |
| -------- | -------- | --- | --- | ---- | ---- | ---- | ---- | --- | --- | --- | --- | --- | ---- |
| 2013–14  | FSU      | 39  | 39  | 29.1 | .444 | .379 | .735 | 4.4 | 0.7 | 0.7 | 0.8 | 1.3 | 10.0 |
| 2014–15  | FSU      | 32  | 32  | 33.3 | .394 | .355 | .700 | 4.9 | 0.8 | 0.9 | 0.7 | 1.3 | 11.1 |
| 2015–16  | FSU      | 31  | 24  | 24.1 | .405 | .378 | .722 | 3.2 | 0.7 | 0.7 | 0.5 | 1.1 | 7.7  |
| 2016–17  | FSU      | 33  | 33  | 32.2 | .414 | .341 | .679 | 5.2 | 1.4 | 0.9 | 0.7 | 2.3 | 11.4 |
| キャリア | キャリア | 135 | 128 | 29.7 | .415 | .362 | .706 | 4.4 | 0.9 | 0.8 | 0.7 | 1.5 | 10.1 |